# Europejscy Unitarianie Uniwersaliści
Europejscy Unitarianie Uniwersaliści (w oryginale European Unitarian Uniwersalists, w skrócie EUU) – organizacja zrzeszająca Unitarian Uniwersalistów rozsianych po całej Europie, zwykle Amerykanów. Zrzesza około 120 dorosłych i 50 dzieci. Należą do niej cztery wspólnoty. Nie posiada regularnych pastorów. Jest członkiem ICUU.